# Omar – Ein Justizskandal
Omar – Ein Justizskandal ist ein französisch-marokkanisches Filmdrama von Roschdy Zem aus dem Jahr 2011. Der Film behandelt einen wahren Fall.

## Handlung
In Toulon wird 1991 der aus Marokko stammende Gärtner Omar Raddad verhaftet. Er wird angeklagt, die wohlhabende Ghislaine Marchal im Keller ihrer Villa ermordet zu haben. Omar hatte kleinere Spielschulden und seine Arbeitgeberin Marchal daher gelegentlich um finanzielle Vorschüsse gebeten. Die Polizei glaubt, dass er am Tattag, einem Sonntag, von ihr kein Geld erbitten konnte und sie daher erstach. Der einzige Beweis für Omars Schuld ist ein grammatikalisch falscher Satzanfang „Omar m’a tuer“ (etwa: „Omar hat mich töten“), den angeblich die sterbende Ghislaine Marchal mit ihrem Blut an die Kellertür geschrieben hat, bevor sie ihren Verletzungen erlag.
Omar beteuert seine Unschuld und tatsächlich finden sich an seinem Körper einen Tag nach der Ermordung Marchals keinerlei Kampfspuren oder Verletzungen, seine Kleider weisen keine Blutflecken auf und es lassen sich keine Spuren von Ghislaine Marchals Anwesen finden. Am Tattag arbeitete er nachweislich im Garten einer anderen Frau und telefonierte in einer Pause mit seiner Ehefrau, die in Toulon weilte. Als die Gerichtsmediziner zudem feststellen, dass Ghislaine Marchal erst am Montag verstorben ist, scheint Omars Unschuld bewiesen, da er sich am Montag nachweislich in Toulon aufhielt. Die Ermittler behaupten jedoch, dass es sich um einen einfachen Rechtschreibfehler aller drei Gutachter handelt, und datieren den Todeszeitpunkt auf Sonntag zurück. Eine erneute Untersuchung der Leiche ist nicht möglich, da diese überraschend früh zur Einäscherung freigegeben wurde.
Obwohl die Gerichtsverhandlung deutlich macht, dass es keinen Beweis für Omars Schuld gibt, wird er 1994 zu 18 Jahren Haft verurteilt. Das Urteil sorgt für Empörung, so auch beim Schriftsteller Pierre-Emmanuel Vaugrenard, der sich schon lange für Menschenrechte engagiert und nun an einem Buch über Omars Fall zu arbeiten beginnt. Er sucht Zeugen und Bekannte Omars auf. Es wird deutlich, dass Aussagen zurückgehalten wurden, so sah ein Arbeiter am Tattag einen unbekannten Mann bei Ghislaine Marchal klingeln. In Selbstversuchen testet Vaugrenard angebliche Handlungsabläufe, die sich als unmöglich herausstellen, und versucht vergeblich, im Dunkeln den Satz „Omar m’a tuer“ so gerade an eine Tür zu schreiben, wie es Ghislaine Marchal gelungen sein soll. Seine Erkenntnisse, die eine Unschuld Omars propagieren, veröffentlicht er. Dennoch dauert es bis 1998, bis Omar im Rahmen einer Amnestie aus dem Gefängnis entlassen wird. Sein Anwalt und er versuchen vergeblich, seine Unschuld zu beweisen. Inzwischen wurde im Blut von Ghislaine Marchal Fremd-DNA nachgewiesen, die nicht von Omar stammt. Omar geht in Berufung, doch wird die Berufung des Schwurgerichts vom Kassationshof zurückgewiesen. Einen Vergleich der Fremd-DNA mit Datensätzen der nationalen Datenbank Frankreichs lehnt das Gericht bis in die Gegenwart ab.

## Produktion
Omar – Ein Justizskandal basiert auf dem wahren Fall des Omar Raddad. Grundlage des Drehbuchs bildeten sein Buch Pourquoi moi? sowie Jean-Marie Rouarts Omar: La construction d’un coupable. Rouart, damals Literaturchef des Figaro, inspirierte die Figur des Pierre-Emmanuel Vaugrenard, die im Film von Denis Podalydès dargestellt wird.
Es war nach Keine Lüge ohne dich der zweite Film, bei dem Roschdy Zem Regie führte. Ursprünglich sollte der Film von Rachid Bouchareb realisiert werden, wobei Zem für die Hauptrolle vorgesehen war.
In Frankreich kam Omar – Ein Justizskandal am 22. Juni 2011 in die Kinos, wo er von über 570.000 Zuschauern gesehen wurde. In Deutschland wurde der Film am 24. September 2014 erstmals im BR im Fernsehen gezeigt.

## Kritik
„Gestalterisch konventionell, aber kämpferisch und sensibel prangert Zem […] eine Zweiklassenjustiz an“, schrieb Cinema.

## Auszeichnungen
Beim Filmfestival Doha-Tribeca gewann Roschdy Zem im Oktober 2011 den Preis für den besten arabischen Regisseur. Omar – Ein Justizskandal erreichte als marokkanischer Beitrag und einer von neun Filmen die Shortlist der Oscarverleihung 2012 in der Kategorie Bester fremdsprachiger Film. Beim César 2012 war der Film in den Kategorien Bester Hauptdarsteller (Sami Bouajila) und Bestes adaptiertes Drehbuch (Olivier Gorce, Roschdy Zem, Rachid Bouchareb, Olivier Lorelle) nominiert. 